# Skælingsfjall
A Skælingsfjall egy hegy Feröer Streymoy nevű szigetén. Skælingur település fölött magasodik. A sziget 4. és Feröer 19. legmagasabb hegycsúcsa. Ennek ellenére sokáig ezt tartották az ország legmagasabb pontjának.